# Ferofluid
Un ferofluid sau fluid magnetic este un fluid constituit din particule coloidale feromagnetice, ferimagnetice sau paramagnetice suspendate într-un lichid purtător. Ferofluidele reacționează la câmpuri magnetice externe.

## Descriere
Particulele dispersate din ferofluid constau din magnetit, hematit, sau alt compus al fierului. Fluidele magnetice au în compoziție surfactanți care previn aglomerarea.